# Ernolytis chlorospora
Ernolytis chlorospora är en fjärilsart som beskrevs av Edward Meyrick 1922. Ernolytis chlorospora ingår i släktet Ernolytis och familjen gnuggmalar. Inga underarter finns listade i Catalogue of Life.